# Краледворская рукопись
Краледво́рская ру́копись (чеш. Rukopis královédvorský, RK; нем. Königinhofer Handschrift) — одна из самых знаменитых фальсификаций в области славянской литературы и фольклора, тесно связанная с Зеленогорской рукописью (общая аббревиатура RKZ).

## «Открытие» и характеристики

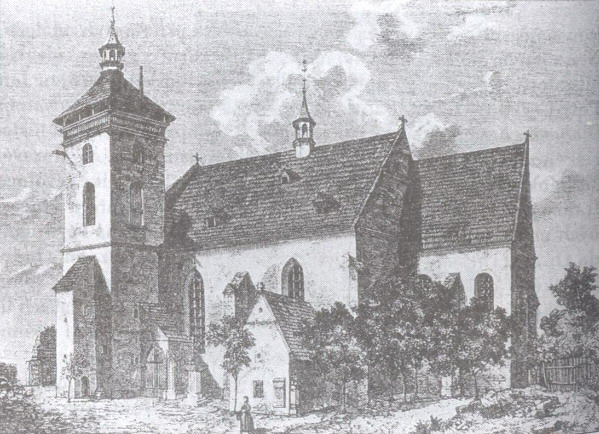
Церковь в Двур-Кралове, где была «найдена» рукопись

Фальсифицированная рукопись, изготовленная чешскими просветителями Вацлавом Ганкой и Йозефом Линдой, была «обнаружена» Ганкой в 1817 году якобы между стеной и шкафом на чердаке в церковной башне (по другим данным, исходящим от него же — в погребе) в городе Кёнигинхофе-на-Эльбе (Двур-Кралове-над-Лабем, чеш. Dvůr Králové nad Labem). Выдана за обрывок обширного манускрипта XIII века (к этому веку относятся самые поздние из изображённых в ней событий). Написана чернилами, изготовленными по старинному рецепту (но с использованием обнаруженных при химическом анализе новейших красителей), на больших обрезках древнего пергамента (12 листов).

## Содержание
«Краледворская рукопись» содержит 14 песен, из них — 6 эпических (посвящённых легендарным сюжетам ранней истории Чехии, татарскому нашествию XIII в. и др.), 3 лирико-эпических и 5 чисто лирических. На страницах эпического раздела рукописи чешские герои, неизвестные другим источникам (Бенеш Германов, Ярослав) одерживают победы над саксами или спасают Европу от татар (при попустительстве немцев). Рассказ о победе в 1241 году Ярослава из Штернберка (якобы предка графа Кашпара Штернберка, одного из основателей Национального музея) под Оломоуцем над татарами имел большой успех в русской историографии. Вымышленная Ганкой битва при Оломоуце многие годы после разоблачения рукописи попала в труды Б. Д. Грекова «Золотая Орда и её падение» (1950), Л. Н. Гумилёва и др., третье издание БСЭ.

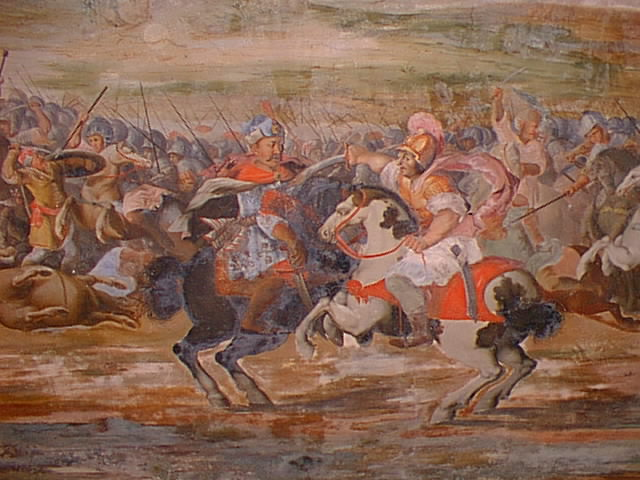
Победа Ярослава над татарами. Роспись потолка в замке Зелена Гора, Чехия, XIX в.

Эти тексты имели большое пропагандистское значение в условиях чешского национального возрождения (как эзопов язык; прямая критика немецкого владычества не была бы пропущена цензурой). В лирических песнях очевидны сюжетные и лексические переклички с восточнославянским (русским и украинским) фольклором, а также со Словом о полку Игореве. Это соответствовало панславянским взглядам Ганки, рассматривавшего Россию как лидера грядущего освобождения и объединения славянских народов, а также его собственной языковой практике как просветителя (выступал за заимствования чешским языком русских слов).

## Разоблачение
До середины XIX века Краледворская рукопись была одним из символов чешского национального возрождения, сомнений в подлинности крупнейшие его деятели — П. Шафарик и Ф. Палацкий — не высказывали и даже выступили с совместной книгой о ней (существует спорная гипотеза, что они догадывались о фальсификации, но умалчивали о своих соображениях из патриотических чувств). Писатель-драматург Франтишек Закрейс защищал подлинность рукописи.
Закат славы Краледворской рукописи относится к 1870—1880 годам, когда крупнейшие лингвисты (Я. Гебауэр), палеографы и историки (Я. Голл) в общих чертах доказали её подложность. В России одним из первых критиков рукописи стал В. И. Ламанский. Дискуссия о подлинности, сильно осложнённая политической подоплёкой, тянулась ещё долго. Мнение о поддельности рукописей, связанных с именем Вацлава Ганки, возобладало лишь после серии обобщающих публикаций 1911—1914 годов. Большую роль в избавлении нации от возвеличивающего её мифа сыграл Томаш Масарик, впоследствии первый президент Чехословакии, который руководствовался этическими соображениями (патриотическая идея не может основываться на лжи).
После Второй мировой войны изучением Краледворской рукописи (а также других предполагаемых подделок Вацлава Ганки) занималась группа экспертов:
- Мирослав Иванов, известный журналист и писатель-документалист
- Доброслав Сриец, эксперт-криминалист, подполковник
- Индржих Ситта, эксперт-криминалист, майор
- Иржи Йозефик, художник-реставратор
- Ярослав Шонка, филолог, переводчик с греческого и латыни

Группа представила общественности целый комплекс новых фактов, доказывающих поддельность всех подвергшихся экспертизе рукописей.
В наше время в Чехии подлинность рукописей Ганки отстаивают некоторые движения националистического направления.

## Переводы
Краледворская и Зеленогорская рукописи неоднократно переводились (в том числе самим Ганкой) на разные языки, выходили двуязычные и многоязычные издания. Одну из песен Краледворской рукописи перевёл Гёте. Есть несколько русских переводов. Последний выполнен И. А. Новиковым в 1939 году, когда подложность рукописей была уже доказана (о чём он, возможно, не знал), из чувства солидарности с оккупированной немцами Чехословакией.